# Анцано ди Пуля
Анца̀но ди Пу̀ля (на италиански: Anzano di Puglia, до 1931 г. Anzano degli Irpini, Анцано дели Ирпини) е село и община в Южна Италия, провинция Фоджа, регион Пулия. Разположено е на 835 m надморска височина. Населението на общината е 1516 души (към 2013 г.).